# Břeclav (nádraží)
Břeclav je železniční stanice v Břeclavi na adrese Sady 28. října 248. Stanice patří z hlediska mezinárodní osobní i nákladní dopravy k nejvýznamnějším stanicím v Česku, kříží se tu první a druhý koridor (směr Německo–Balkán a směr Polsko–Alpy).

## Historie
Břeclav je historicky první železniční stanice na českém území, zprovozněná 6. června 1839 na Severní dráze císaře Ferdinanda, a roku 1841 zde vznikl první železniční uzel v Rakousku-Uhersku. Nádražní budova byla otevřena v roce 1840.
V roce 2007 byla zahájena modernizace celé stanice, která byla rozdělena na několik etap. První tři fáze přestavby proběhly do roku 2010 a zahrnovaly především opravy železničního spodku a svršku, opravena byla rovněž nástupiště. Čtvrtá etapa pak probíhala v letech 2013 a 2014 a jejím obsahem bylo oprava spodku a svršku mezi osobním nádražím a přednádražím. V rámci této fáze bylo také nahrazeno reléové zabezpečovací zařízení typu AŽD 71 s číslicovou volbou novým elektronickým stavědlem ESA 44.
Dne 13. ledna 2020 byla slavnostně znovuotevřena nádražní budova, která v rámci rekonstrukce získala částečně původní vzhled. Budova byla zateplena, do uvolněných prostor v prvním patře budovy se nastěhovali pracovníci České správy sociálního zabezpečení, konkrétně zde byli umístěni posudkoví lékaři a úředníci řešící důchodovou agendu.

## Tratě
Železniční stanicí Břeclav prochází nebo odsud vycházejí železniční tratě:
- Železniční trať Břeclav–Znojmo
- Železniční trať Břeclav–Lednice
- Železniční trať Břeclav–Brno
- Železniční trať Přerov–Břeclav
- Železniční trať Břeclav–Vídeň

## Fotogalerie

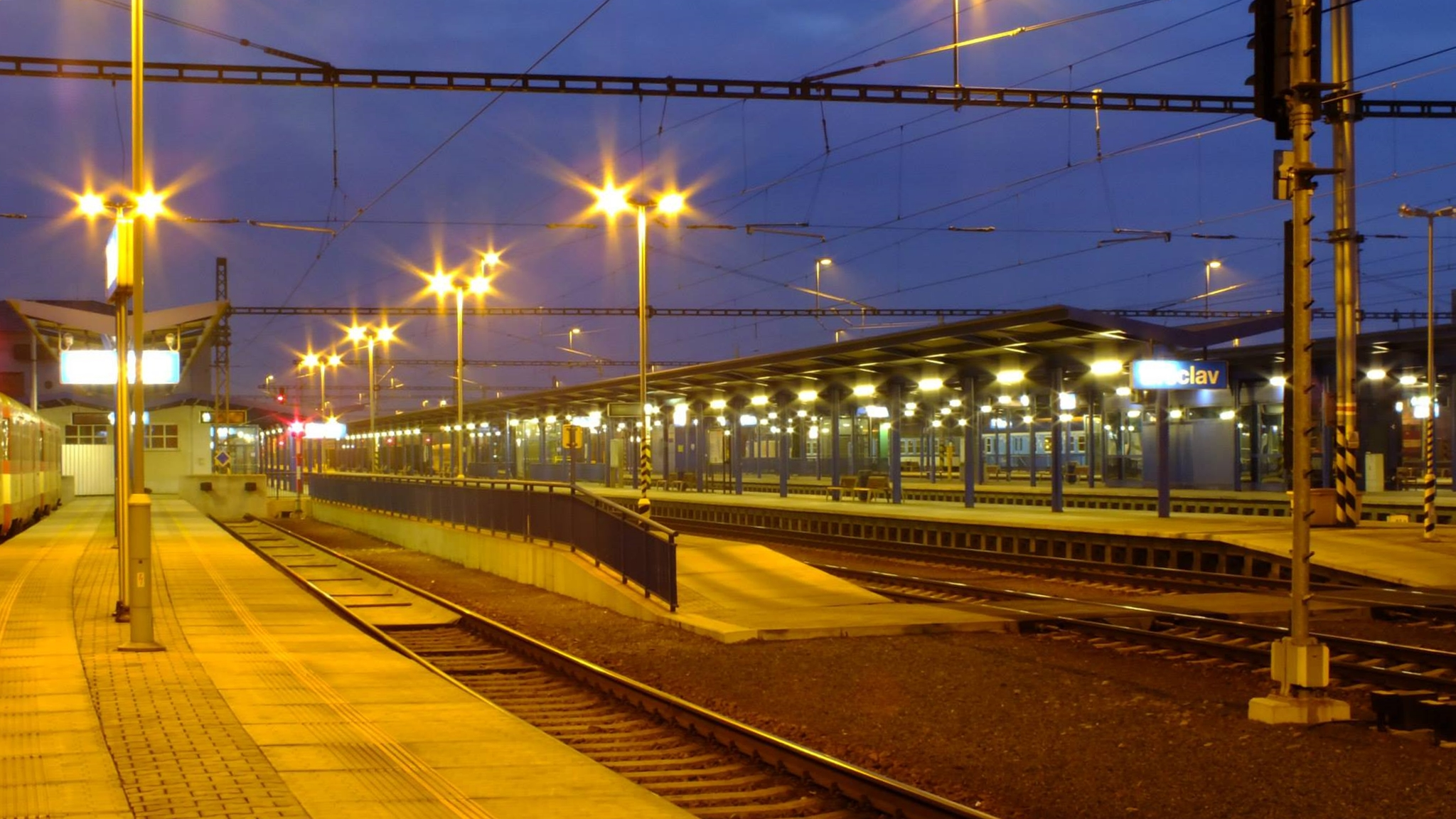
Svítání ve stanici
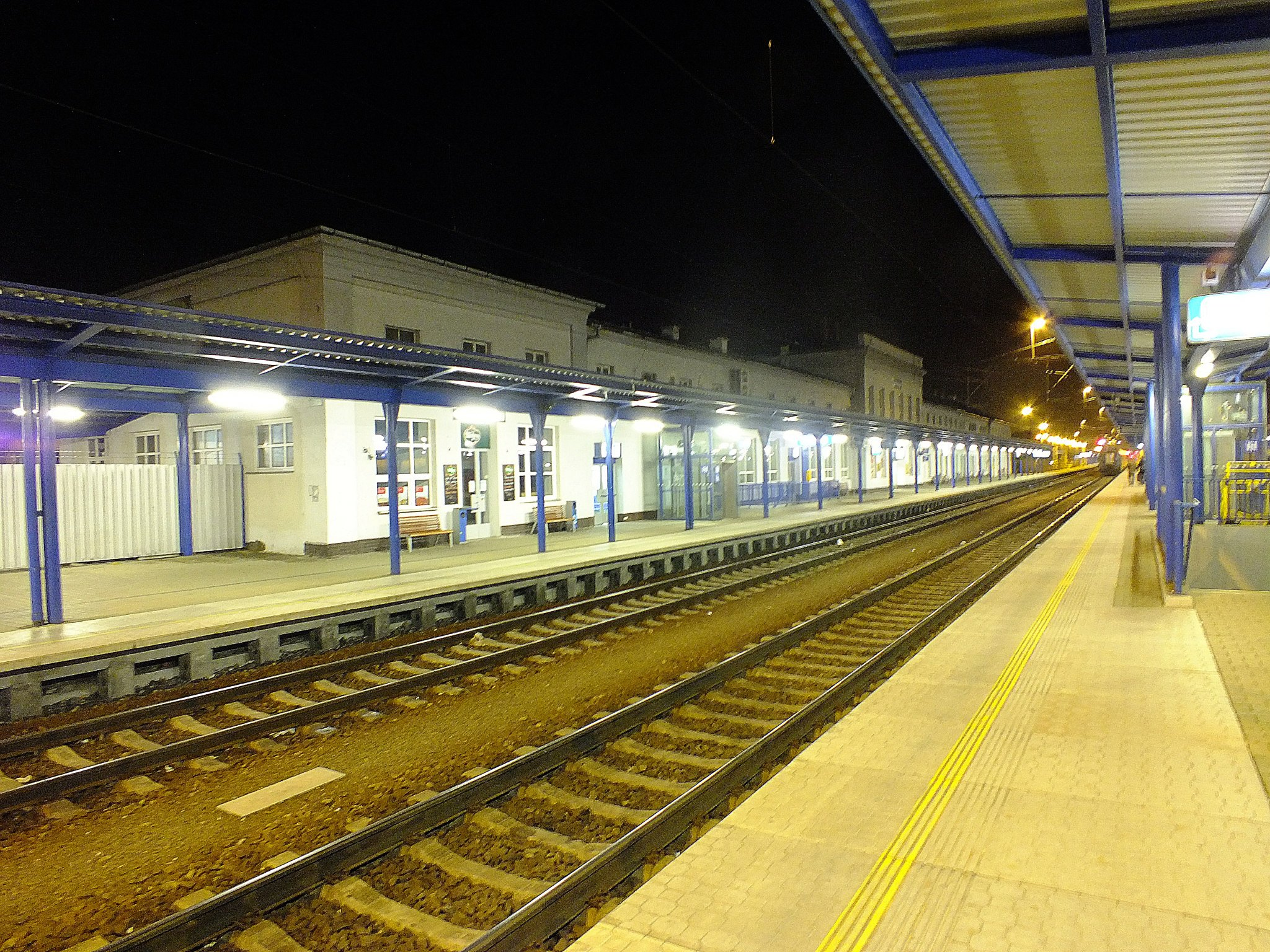
Staniční budova v noci
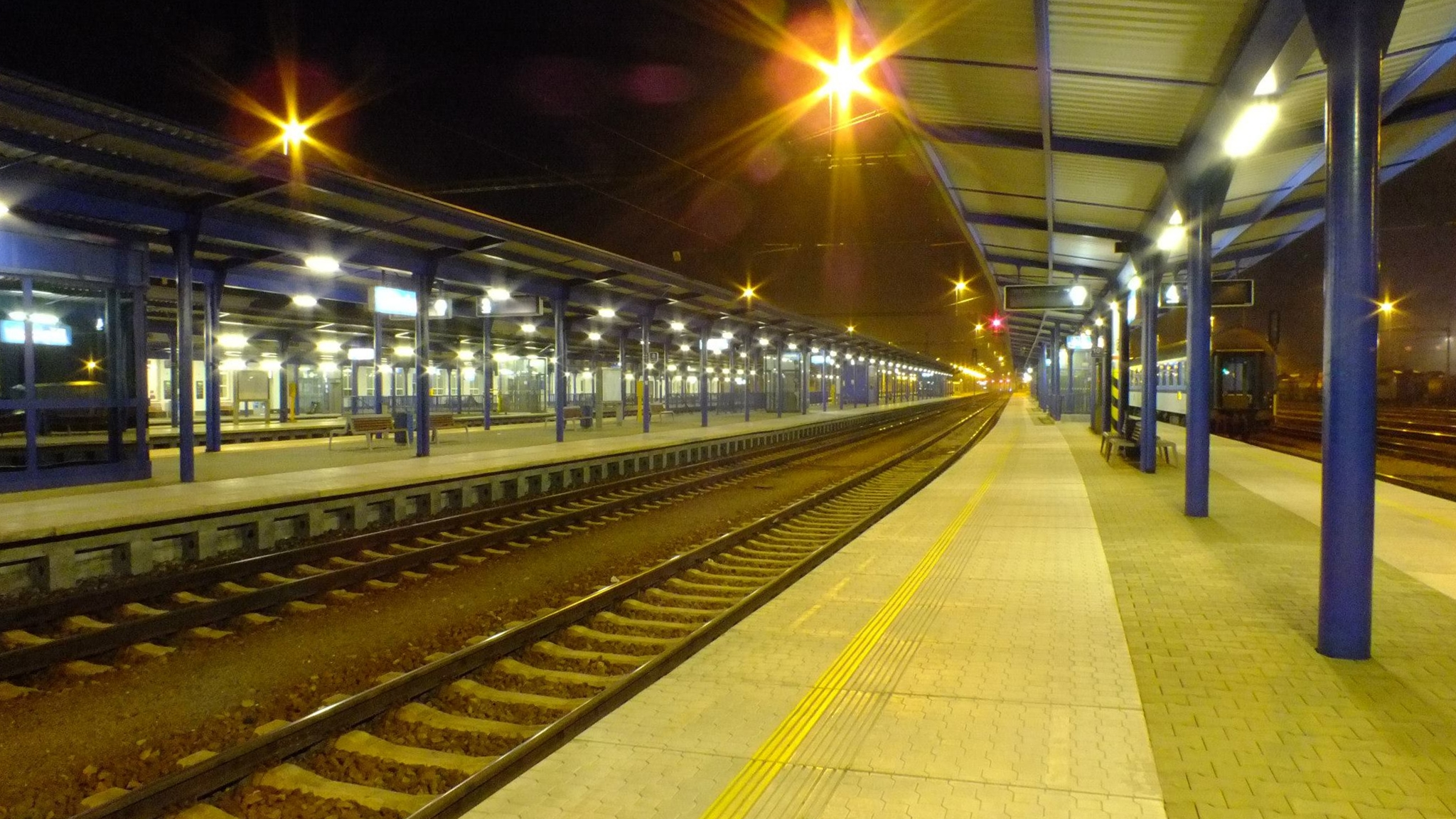
Nástupiště v noci
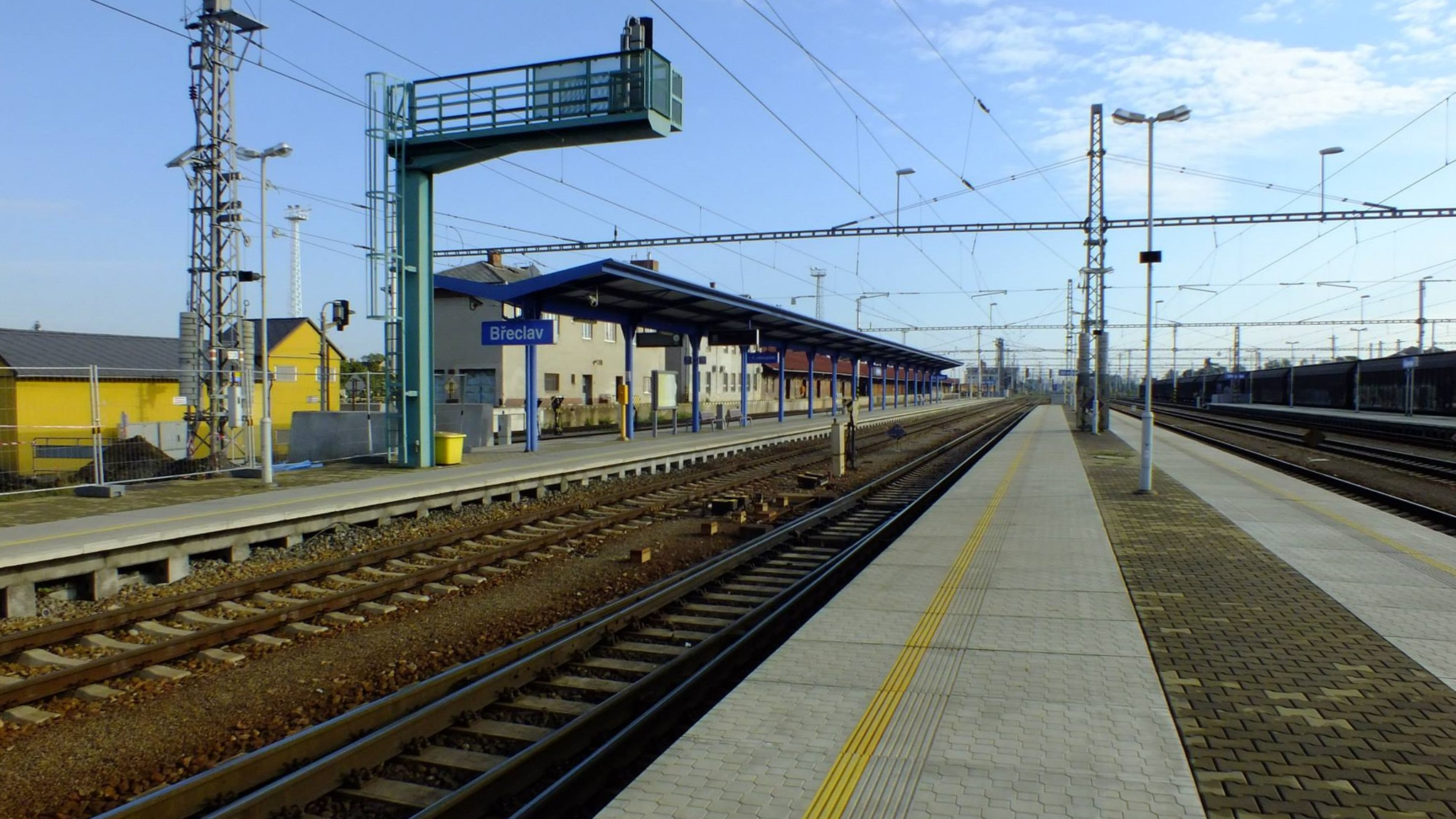
Pohled na nástupiště 1B
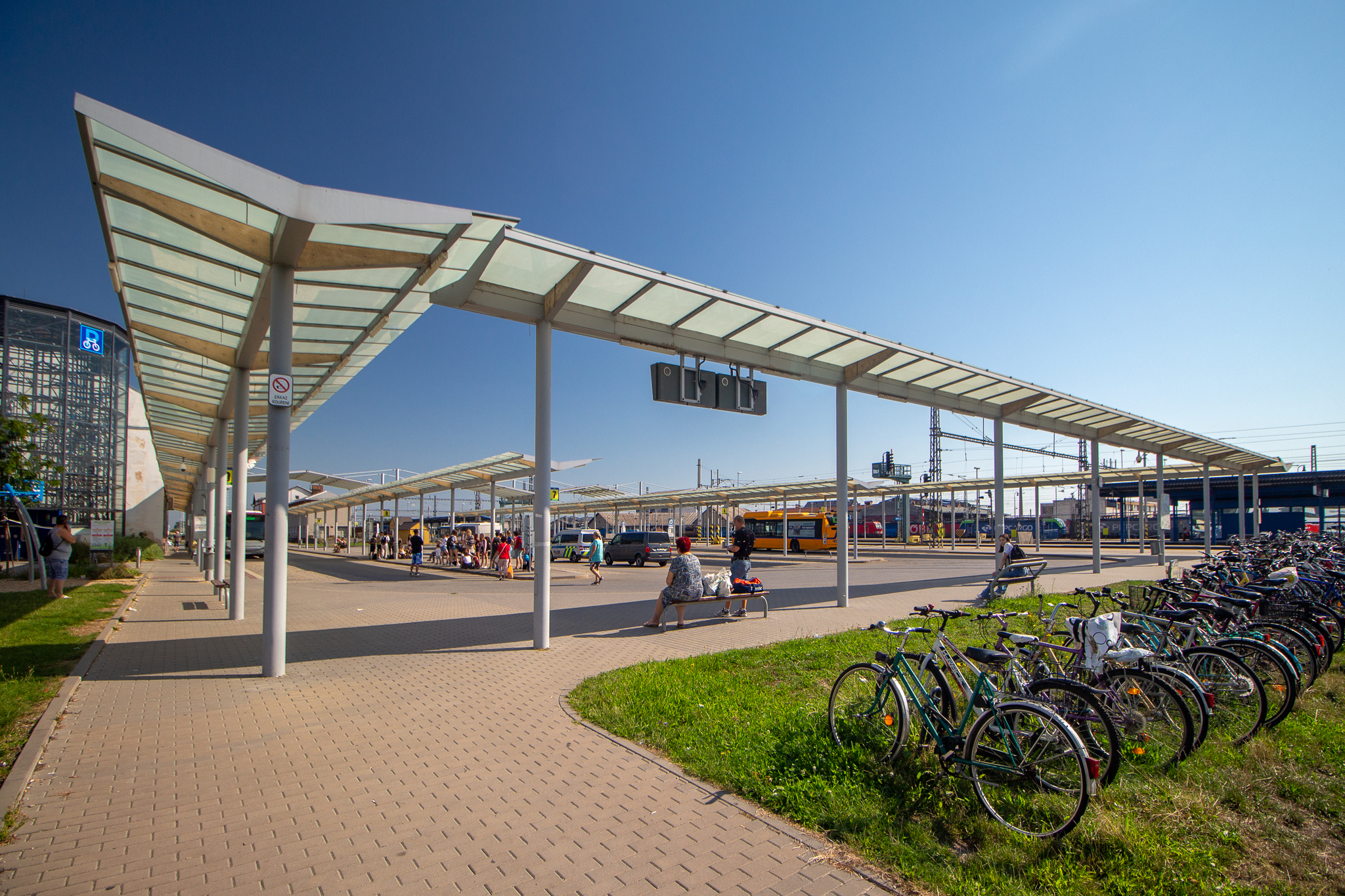
Přilehlé autobusové nádraží
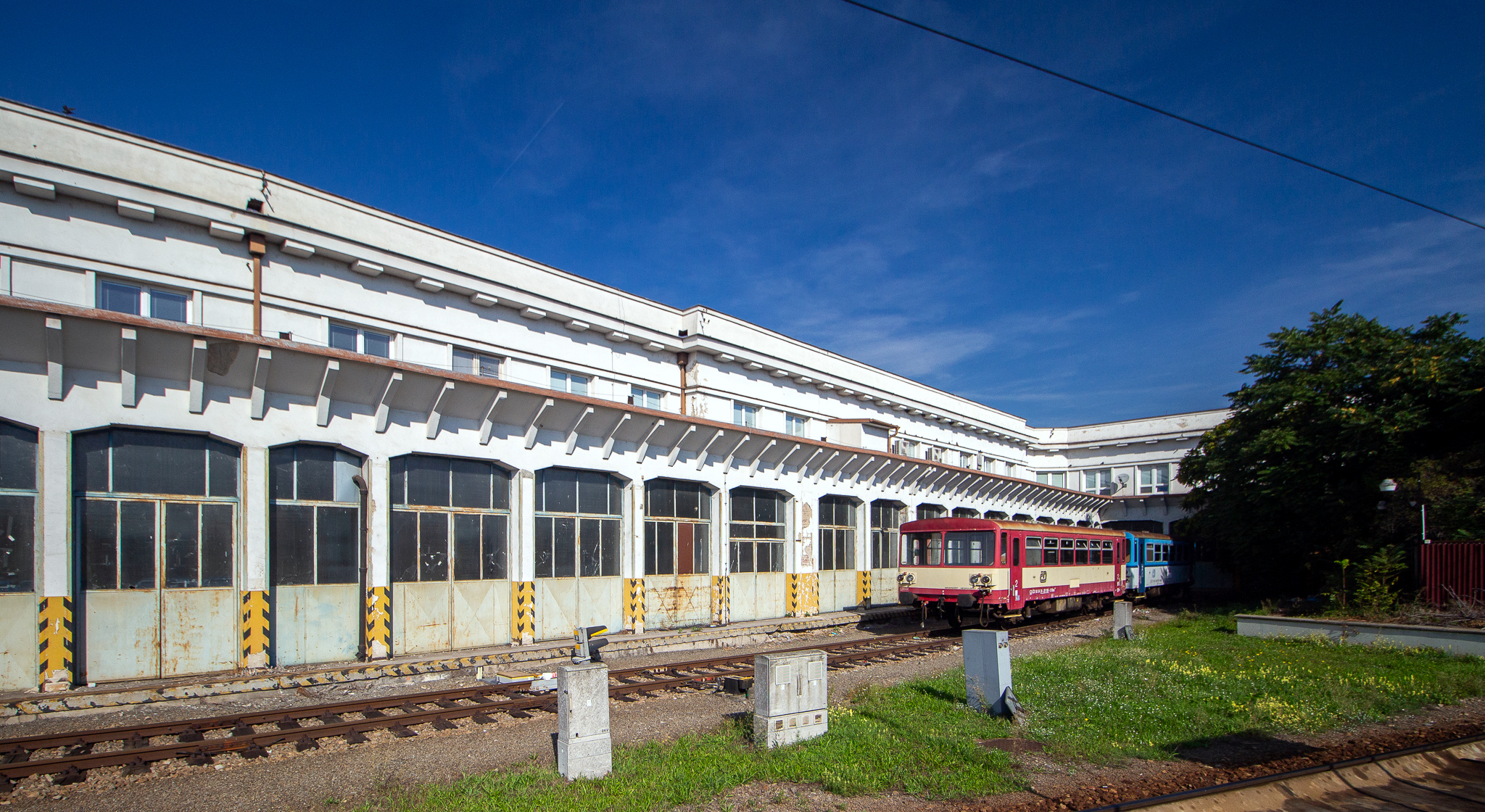
Zadní strana budovy pošty na nádraží